# 蔦川正義
蔦川 正義（つたがわ まさよし、1937年12月23日 - 2022年12月3日）は、日本の経済学者。佐賀大学名誉教授。専門は、地域経済論、地域開発論。

## 略歴
- 1960年3月　埼玉大学文理学部経済学科卒業
- 1960年4月　国民相互銀行に入行
- 1964年4月　（財）九州経済調査協会に勤務
- 1970年10月　九州大学産業労働研究所助手
- 1977年4月　佐賀大学経済学部助教授
- 1983年4月　佐賀大学経済学部教授
- 1993年4月　佐賀大学経済学部長・大学院経済学研究科長併任（-1997年3月）
- 2003年3月　佐賀大学経済学部を定年退官

## 著書

### 単著
- 『韓国の貿易と産業・市場構造』,アジア経済研究所,1972

### 共著
- 九州経済調査協会編,『韓国の工業』,アジア経済研究所,1967
- 『産業構造の変革』（第1巻）,日本評論社,1975
- 『日本経済の構造と展開』,ミネルヴァ書房,1976
- 『水の博物誌』,合同出版,1979
- 『事例研究・市街地再開発と住民』,九州大学出版会,1984
- 『テクノポリスと地域開発』,大月書店,1985
- 『水を考える』,九州大学出版会,1986
- 『九州経済と国際化・情報化』,大月書店,1989
- 『ちょっとまて公共事業』,大月書店,1999

## 論文
- 「九州機械工業の展開方向―中小機械工業を中心に」,『九州経済統計月報』,九州経済調査協会,19(6),1965
- 「中小企業の組織化・協業化」,『九州経済統計月報』,九州経済調査協会,19(12),1965
- 「総合メーカーをめざす西日本電線（株）の歩み」,『九州経済統計月報』,九州経済調査協会,20(8),1966
- 「わが国造船業の現段階指標」,『九州経済統計月報』,九州経済調査協会,20(9),1966
- 「造船業の合理化と地域関連資本の変貌」,『九州経済の20年』,九州経済調査協会,1966
- 「活況下ですすむ造船業の合理化と再編成」,『九州経済統計月報』,九州経済調査協会,21(10),1967
- 「いわゆる「情報産業」について」,『九州経済統計月報』,九州経済調査協会,22(2),1968
- 「韓国の工業化の特徴―1966年鉱工業センサスを中心に」,『アジア経済』,アジア経済研究所,9(5),1968
- 「統計研究・法人企業統計」,『九州経済統計月報』,23(11),1969
- 「わが国アルミニウム工業の新展開」,『九州経済統計月報』,九州経済調査協会,24(2),1970
- 「韓国の経済成長と日韓経済関係」,九州大学『産業労働研究所報』,54,1971
- 「産業構造の変革と「北九州工業論」」,九州大学『産業労働研究所報』,55,1971
- 「大企業都市＝北九州市の諸問題―大企業・大企業労組との関係から」,九州大学『産業労働研究所報』,56,1971
- 「情報化と労働者」,九州大学『産業労働研究所報』,58・59,1973
- 「食品工業における集積・集中と食品工業団地」,九州大学『産業労働研究所報』,58,59,1973
- 「産炭地域問題の変容について―筑豊地域を中心に」,九州大学『産業労働研究所報』,63,1974
- 「最近の造船業の展開と九州造船業（上）」,『九州経済統計月報』,九州経済統計協会,28(5),1974
- 「最近の造船業の展開と九州造船業（下）」,『九州経済統計月報』,九州経済統計協会,28(6),1974
- 「戦後日本の造船業における産業連関的発展構造について」,九州大学『産業労働研究所報』,64・65,1975
- 「日本資本主義の再生産構造（上）」,九州大学『産業労働研究所報』,67,1976
- 「日本資本主義の再生産構造（下）」,九州大学『産業労働研究所報』,68,1976
- 「産炭地域問題と今日の「炭住」問題」,『佐賀大学経済論集』,11(1),1978
- 「水資源開発と公共性―筑後川開発の問題から」,『公共性をめぐる諸問題』,九州大学法学部,1980
- 「旧産炭地域＝筑豊地域の再開発政策の今日的視座」,九州大学『経済学研究』46(1-2),1980
- 「水資源開発をめぐる諸問題―北部九州の場合」,『農業経済論集』,九州農業経済学会,31,1980
- 「テクノポリスは地域開発か」,『日本の科学者』,日本科学者会議,19(10),1984
- 「長崎県における水資源計画の内容と問題―南総計画中止後の対策は？」,『長崎県の経済と財政』（上）,長崎県地方自治研究センター編,1985
- 「これからの地域づくり」,『地域論叢』,長崎総合科学大学地域科学研究所,3,1986
- 「水資源の過剰開発とその見直し方向―北部九州の水資源開発を中心に」,『佐賀大学経済論集』,19(3),1986
- 「建設投資拡大と地域関連―「地域建設業」の形成のために」,『九州経済調査月報』,九州経済調査協会,41(9),1987
- 「国際化と日本経済の構造調整」,『国際化と地域社会』,佐賀大学国際交流委員会編,1988
- 「地域計画の策定をめぐる若干の問題」,『地域に関する研究・教育の諸問題』,佐賀大学経済学部,1989
- 「水資源開発における計画要素の変化―北水協・第3次マスタープランを事例に」,『地域経済研究センター年報』,佐賀大学経済学部,1,1990
- 「遺跡保存と地域開発―吉野ケ里遺跡の発見と工業団地計画」,『日本の科学者』,日本科学者会議,25(4),1990
- 「地方財政と地域振興」,『ながさき自治研』,長崎県地方自治研究センター,28,1991
- 「アジア経済と九州地域の産業振興」,『産業立地』,日本立地センター,36(3),1997
- 「福岡市の工業政策を考える」,『福岡市政白書'98―21世紀福岡市政への提言』,福岡市職員労働組合,1998
- 「国際化・ソフト化・高齢化のなかの地域課題と地域再生の展望―地域経済と暮らし」,『地域経済研究センター年報』,佐賀大学,10,1999
- 「市民参加のまちづくり」,『市民参加型のまちづくりとは何か』,佐賀大学地域経済研究センター調査研究報告書,6,2000
- 「有明海異変の地域経済・社会への影響」,『佐賀大学経済論集』,34(5),2002
- 「「まちづくり」って何だ―さまざまなテーマと参加者」,『地域経済研究センター年報』,佐賀大学,13,2002
- 「「有明海異変」をどう捉えるか」,『有明海等総合調査研究会儀・文系研究会公開研究会報告書』,2002
- 「有明海異変と大規模公共事業」,『日本の科学者』,日本科学者会議,37(4),2002

## 書評
- 「井上吉男・伊東維年編著『先端産業と地域経済』」,『産業経営研究』,熊本商科大学附属産業経営研究所,9,1990
- 「中嶋信・橋本了一編『転換期の地域づくり』」,『日本の科学者』,日本科学者会議,34(9),1999
- 「野間重光著『グローバル時代の地域戦略』」,『経済論集』,熊本学園大学,7(1-2-3-4),2001